# Tympanogaster cardwellensis
Tympanogaster cardwellensis är en skalbaggsart som beskrevs av Perkins 2006. Tympanogaster cardwellensis ingår i släktet Tympanogaster och familjen vattenbrynsbaggar. Inga underarter finns listade i Catalogue of Life.